# Cúp quốc gia Scotland 1888–89
 Cúp quốc gia Scotland 1888-89 là mùa giải thứ 16 của giải đấu bóng đá loại trực tiếp uy tín nhất Scotland. Third Lanark đánh bại Celtic trong trận Chung kết. Sau trận thắng 3-1 của Third Lanark, Hiệp hội bóng đá Scotland sắp xếp một trận đá lại vì điều kiện thi đấu khó khăn. Trận đá lại Third Lanark giành chiến thắng với tỉ số 2-1.

## Đội vô địch
| Cúp quốc gia Scotland 1888–89                   |
| Scotland                                        |
| ----------------------------------------------- |
| Third Lanark A.C. Đội vô địch (Danh hiệu thứ 1) |